# دانمارک در المپیک تابستانی ۲۰۰۰
دانمارک در بازی‌های المپیک تابستانی ۲۰۰۰ که در شهر سیدنی برگزار شد، کاروان دانمارک با ۹۷ ورزشکار در این رقابت‌ها شرکت کرد و موفق به کسب ۶ مدال (۲ طلا، ۳ نقره، ۱ برنز) شد. در جدول رتبه‌بندی توزیع مدال‌ها، دانمارک در ردهٔ ۳۰ مسابقات قرار گرفت.